# Thyristor MCT
Le MCT (sigle anglais: MOS Controlled Thyristor) est un interrupteur de l'électronique de puissance, commercialisé depuis 1992.

## Description
Le MCT est au thyristor GTO ce qu'est l'IGBT au transistor bipolaire : il associe les avantages du thyristor (faible chute de tension à l'état passant) et ceux du MOSFET (faible puissance de commande).